# Spodoptera procedens
Spodoptera procedens är en fjärilsart som beskrevs av Walker 1857. Spodoptera procedens ingår i släktet Spodoptera och familjen nattflyn. Inga underarter finns listade i Catalogue of Life.